# 坪江村 (福井県)
坪江村（つぼえむら）は福井県坂井郡にあった村。現在のあわら市の東部、国道8号沿線および坂井市の概ね竹田川以北にあたる。

## 地理
- 河川：竹田川

## 歴史
- 1889年（明治22年）4月1日 - 町村制の施行により、牛ノ谷村、畝市野々村、宇根村、下金屋村、熊坂村、笹岡村、前谷村、北野村、北村、中川村、御簾尾村、東田中村、次郎丸村、北疋田村、瓜生村、南疋田村、里竹田村、堀水村、乗兼村、坪江村及び川上村の区域をもって、坪江村が発足する。
- 1954年（昭和29年）10月5日 - 金津町、吉崎村、細呂木村、坪江村及び伊井村が合併して、改めて金津町が発足する。

## 村長
- 熊谷五右衛門

## 交通

### 鉄道路線
- 日本国有鉄道
  - 北陸本線
    - 牛ノ谷駅

### 道路
- 国道8号

現在は旧村域に北陸自動車道の金津インターチェンジが所在するが、当時は未開通。

## 著名な出身者
- 熊谷五右衛門（農業経営者、政治家、衆議院議員）